# Colburn
Colburn város az USA Wisconsin államában, Adams megyében. Lakosainak száma 215 fő (2020. április 1.).

## Népesség
A település népességének változása:

| 2010 | 223 |
| 2020 | 215 |